# Vergadering van de Republiek (Mozambique)
De Vergadering van de Republiek (Portugees: Assembleia da República) is het eenkamerparlement van Mozambique en bestaat uit 250 leden die worden gekozen voor een periode van vijf jaar. Verkiezingen vinden plaats op basis van het stelsel van evenredige vertegenwoordiging.
In 1975 werd Mozambique onafhankelijk van Portugal en in 1977 werd de Vergadering van de Republiek ingesteld als wetgevende macht. Van 1975 tot 1990 was Mozambique een eenpartijstaat en was alleen de politieke partij FRELIMO in het parlement vertegenwoordigd. Na de instelling van een meerpartijenstelsel heeft FRELIMO zijn machtspositie weten te behouden en bij de meest recente verkiezingen, in 2019, verwierf de partij 184 (+40) zetels. De voornaamste oppositiepartij is RENAMO, deze partij heeft 60 zetels. Daarnaast is de Movimento Democrático de Moçambique (MDM), een kleinere centristische en christendemocratische partij, in het parlement vertegenwoordigd met 6 zetels.
Voorzitter van de Vergadering van de Republiek is Esperança Bias (FRELIMO). Zij werd in 2020 in die hoedanigheid gekozen. De parlementsvoorzitter is na de president van de republiek de meest invloedrijke persoon van het land en fungeert als interim-staatshoofd wanneer de president niet in staat is om zijn functie uit te oefenen. 

## Zetelverdeling

Zetelverdeling na de verkiezingen van 2019

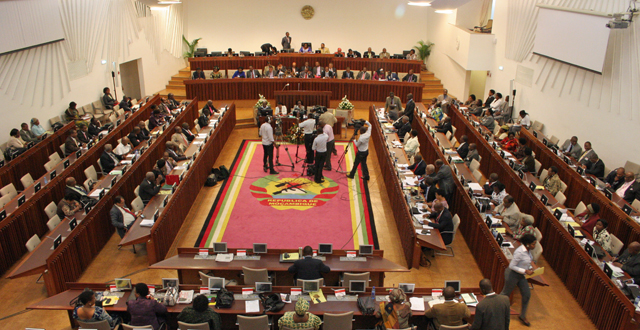
Vergaderzaal van de Vergadering van de Republiek